# Monte Manganello

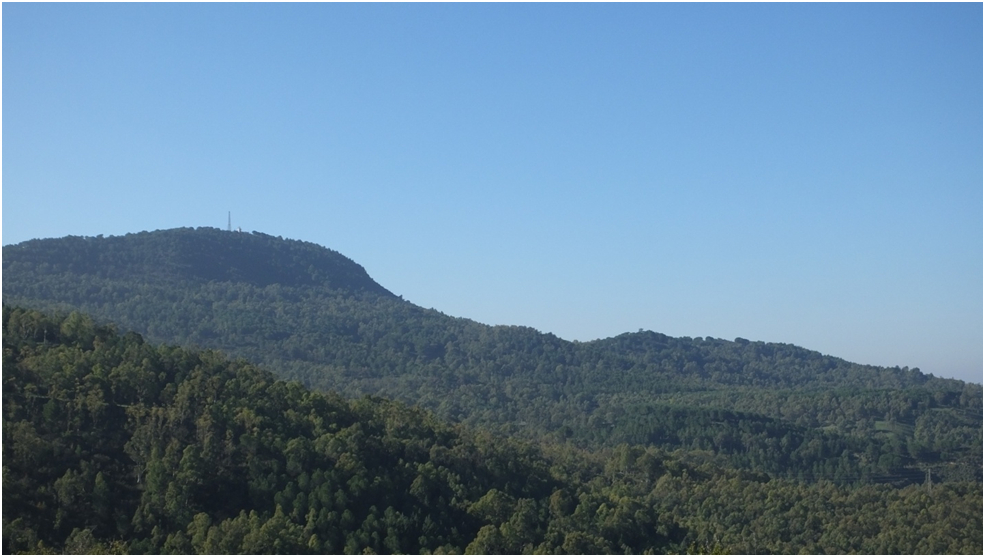
Monte Manganello (a sinistra) e Cozzo Comune (a destra) da Cozzo Rametta

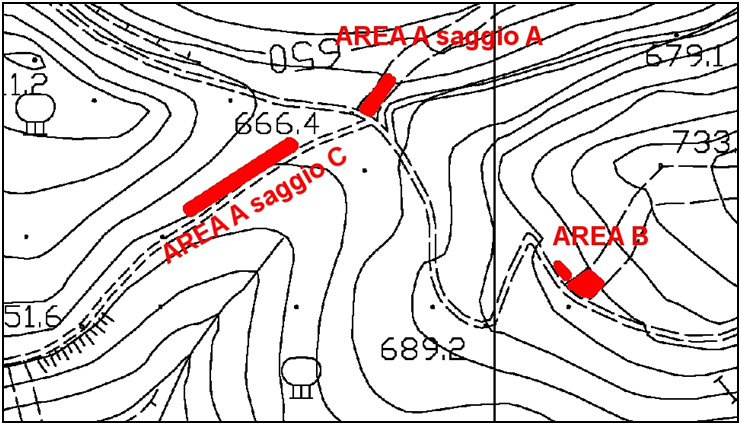
Principali aree di ritrovamento dei resti materiali e i saggi stratigrafici del 2000

Monte Manganello è il toponimo di un importante rilievo nel quale si insediò un piccolo centro protostorico, in cui si protrasse un villaggio capannicolo dal Bronzo Antico al Bronzo Medio, situato nel territorio comunale di Piazza Armerina, a circa 10 km dal centro abitato. Vi si accede percorrendo la strada provinciale 89/a dal centro di Piazza Armerina, qualche chilometro prima di raggiungere il lago Olivo.
La scoperta del sito archeologico è stata fatta da due soci del gruppo archeologico di Piazza Armerina nel 1999, conseguentemente alla realizzazione delle aree tagliafuoco, da parte della forestale che comportarono interventi di sterro. Oltre a resti attribuibili ad un villaggio di fase castellucciana furono riconosciute alcune tombe a grotticella immediatamente al di sotto della cima di Cozzo Comune.
A seguito di ciò venne effettuata una rapida campagna archeologica d'emergenza dalla Soprintendenza B.C.A. di Enna nell'anno 2000. Lo scavo permise, in relazione agli elementi portati alla luce, di definire inizialmente l'area come un villaggio preistorico cronologicamente inquadrabile tra la tarda età del rame e la prima età del bronzo. Uno studio più recente, attribuisce le ceramiche solo ad una fase media e avanzata della cultura di Castelluccio.
Sono stati individuati diversi gruppi di tombe a grotticella artificiale, oltre a quello già noto di “Cozzo Comune”. In totale si tratta di tre aree adibite a necropoli.